# أوسكار كوش
أوسكار كوش (بالإنجليزية: Oscar Koch)‏ هو عسكري أمريكي، ولد في 10 يناير 1897 في ميلواكي في الولايات المتحدة، وتوفي في 16 مايو 1970 في كاربوندال في الولايات المتحدة.